# Lapoblación
Lapoblación è un comune spagnolo di 192 abitanti situato nella comunità autonoma della Navarra.